# 로리크 차나
로리크 아김 차나(알바니아어: Lorik Agim Cana, 1983년 7월 27일 ~ )는 코소보 출생 알바니아의 은퇴한 축구 선수로 과거 포지션은 수비형 미드필더였으며 알바니아 대표팀 내 역대 국제 A매치 최다 출전자이다.

## 선수 경력
거친 플레이가 눈에 띄는 선수로, '알바니아 미친개'라는 별명을 가지고 있다. 2003년에 열린 UEFA 유로 2004 예선 스위스와의 경기에서 알바니아 국가대표 데뷔전을 치렀다. 2007년 여름에 하비브 베예 (Habib Beye) 가 뉴캐슬 유나이티드로 이적함에 따라 마르세유의 주장이 되었다.
2009년에는 네 시즌 동안 몸 담아온 올랭피크 마르세유를 떠나, 프리미어리그의 선덜랜드 AFC로 이적하였다.
선더랜드 AFC에서 주장이 되어 팀의 중추가 될 것으로 예상했으나 한 시즌만인 2010년에 터키의 갈라타사라이로 이적하였다.
그리고 또 다시 1년 만에 페르난도 무슬레라와 교환되어 SS 라치오로 왔다.
또한 사업가이인 아버지 때문에 인도 국적을 취득한 바가 있다고 알려져있다.

## 수상

### 클럽
파리 생제르맹
- 쿠프 드 프랑스: 2003–04

라치오
- 코파 이탈리아: 2012–13

### 개인
- 올해의 알바니아 축구 선수 (3): 2004, 2005, 2006
- 알바니아 축구 팬들이 뽑은 올해의 알바니아 축구 선수 (1): 2009